# Kakacjusz
Kakacjusz (lat. Cacatius) lub Gorazd – książę Karantanii, panujący od ok. 749 do ok. 751 roku, syn Boruty. 
Na skutek przyjęcia przez jego ojca zwierzchnictwa Franków przebywał w latach ok. 740−749 jako zakładnik na bawarskim dworze, gdzie został ochrzczony. Po śmierci ojca objął tron jako lennik Bawarii. Za jego rządów rozpoczęła się chrystianizacja Karantanii.